# Japón en los Juegos Olímpicos de Squaw Valley 1960
Japón estuvo representado en los Juegos Olímpicos de Squaw Valley 1960 por un total de 41 deportistas que compitieron en 7 deportes.  
La portadora de la bandera en la ceremonia de apertura fue la patinadora artística Junko Ueno. El equipo olímpico japonés no obtuvo ninguna medalla en estos Juegos.